# Dejphon Chansiri
Dejphon Chansiri (thailändisch: เดชพล จันศิริ; * 3. Juni 1968 in Bangkok) ist ein thailändischer Geschäftsmann, dem seit 2015 der EFL-Club Sheffield Wednesday gehört. Chansiris Familie kontrolliert die Thai Union Group, den weltweit größten Hersteller von Thunfischkonserven. Das Vermögen der Familie Chansiri wurde von Forbes im Jahre 2020 auf 575 Mio. USD geschätzt.

## Engagement im Sport
Im Januar 2015 erwarb ein von Chansiri angeführtes Konsortium von Milan Mandarić für 37,5 Mio. GBP 100 % der Anteile an Sheffield Wednesday und strebte den Aufstieg in die Premier League bis 2017 an.
Im Sommer 2015 änderte Chansiri viele Aspekte der Ausrichtung von Sheffield Wednesday, einschließlich des Trainerstabs und der Spieler, und entließ beispielsweise Trainer Stuart Gray und ersetzte ihn durch Carlos Carvalhal, der zuvor den türkischen Klub Beşiktaş und mehrere Vereine in seinem Heimatland Portugal trainiert hatte.
Bei der Vorstellung des neuen Trainers Xisco Muñoz vor der Saison 2023–24 schimpfte Chansiri über den ehemaligen Mittelfeldspieler von Sheffield Wednesday, Carlton Palmer, nachdem er den Verein auf Twitter kritisiert hatte.
Im September 2023 kündigte Chansiri an, dass er kein weiteres Geld in den Verein investieren werde, nachdem es zu Protesten gekommen war, bei denen unter anderem Schäden verursacht, Chansiri beleidigt und seine Familie bedroht wurde. Die Proteste folgten auf schlechte Leistungen des Klubs, der in der Meisterschaft auf dem letzten Platz landete. Im Oktober 2023 wurde der Klub mit einem Embargo belegt, weil er eine Rechnung an die britische Steuerbehörde HM Revenue and Customs nicht bezahlt hatte, Chansiri bat daraufhin die Fans des Klubs um 2 Millionen Pfund, um die Schulden zu begleichen und die Gehälter zu zahlen, da es sich um ein Cashflow-Problem handelte. Am nächsten Tag bestätigte er, dass die ausstehenden Schulden und Gehälter bezahlt worden waren.